# Stay-behind
Stay-behind är vad man kallar det Nato-kontrollerade nätverk av paramilitära grupper som skapades i Västeuropa under det kalla kriget för att underlätta gerillakrigföring och motstånd efter en eventuell sovjetisk invasion. Dessa paramilitära grupper mottog stöd från säkerhetstjänsten i respektive land och medlemmarna i grupperna rekryterades till största delen från den civila befolkningen. Efter 1990 har regeringarna i Belgien, Frankrike, Grekland, Nederländerna, Tyskland och Italien medgivit att man har deltagit i Stay-behind-nätverk.

## Bakgrund
När Hitler ockuperade Österrike 1938 arbetade den brittiska underrättelsetjänsten med att utveckla motståndsgrupper som skulle bekämpa fienden efter en ockupation. Efter andra världskriget var det inte längre tyskarna utan Sovjetunionen och kommunismen som blev fienderna. Den starka antikommunismen i USA bidrog till att skapa hemliga arméer som byggdes upp av Nato i olika europeiska länder, även i neutrala Schweiz och Sverige. Nato-organet ”Allied Clandestine Committe/Special Operations Planning Staff” (ACC/SOPS) koordinerade Stay-behind i 16 länder i Västeuropa samt i Iran. Bland de rekryterade fanns även före detta fascister vars förflutna under andra världskriget man inte brydde sig så mycket om, deras antikommunistiska åsikter spelade en mycket viktigare roll vid värvningen.
När den befarade sovjetiska ockupationen inte ägde rum började de olika Stay-behind-grupperna att bli aktiva inom respektive lands politik med syftet att hålla kommunistiska grupper i Västeuropa borta från makten eftersom framförallt USA och Storbritannien fruktade att dessa grupper kunde förråda Nato-hemligheter till Sovjetunionen. Medlemmar i Stay-behind var involverade i terrorattentat i exempelvis Italien, Tyskland och Belgien. I Italien skylldes terrorattentat på vänstergrupper som de Röda brigaderna vars medlemmar greps efter dåden. Stay-behind hjälpte även till vid militärkuppen i Grekland 1967; i Turkiet användes gruppen för att döda kurderna.

## Italien och operation Gladio
Efter Kubakrisen 1962 verkade ett direkt krig mellan USA och Sovjet i Europa osannolikt, istället fokuserade båda sidorna på att placera ut kärnvapen som de riktade mot varandra. Här spelade Italien en viktig roll som en av de sydligaste Nato-medlemmarna där robotarna kunde stationeras alldeles i närheten av det kommunistiska Östeuropa. Dock hade Italien en stor vänsterrörelse som hotade dessa planer vilket resulterade i att den italienska högern tillsammans med andra västliga underrättelsetjänster bestämde sig för "spänningens strategi" vilket innebar att genomföra terrordåd mot civila som man sedan ville skylla på vänstern och som dessutom skulle få folk att ropa efter hårdare lagar och en stark stat. Man ville även provocera vänstergrupper till väpnat försvar. Därmed skulle de härskande konservativa partierna stärkas.
Rörelsens existens offentliggjordes 1990 av Italiens premiärminister Giulio Andreotti och det inleddes en serie rättsliga undersökningar 1990–1992 mot den italienska avdelningen som bar kodnamnet operation Gladio.

## Sverige

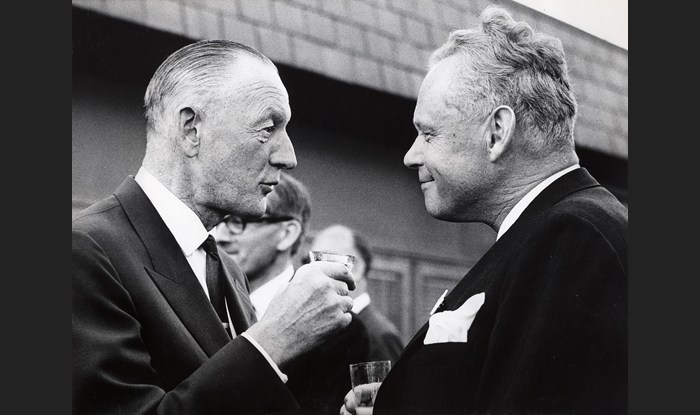
Alvar Lindencrona (till höger)

I Sverige var det de nära kontakterna mellan Nato och det alliansfria Sverige, som ledde till bildandet av Stay-behind. Inrikesminister Eije Mossberg och statsminister Tage Erlander blev de drivande krafterna för att bygga upp en sådan grupp. 
Antikommunister ledda av chefen för den nazistiska frontorganisationen "Sveaborg", Otto Hallberg, hade visserligen redan 1943 börjat planera en staybehind-organisation, senare i samarbete med Aseadirektören och ingenjören Ragnar Liljeblad, känd som den svenska atombombens skapare. Organisationen, som kallades Räddningsrörelsen och börjat ta form på allvar 1948, avslöjades och stoppades och Hallberg åtalades för olovlig kårverksamhet. Han frikändes våren 1953 sedan chefen för försvarsstaben, generalmajor Richard Åkerman, sänt ett brev till borgmästaren i Uppsala, Bertil Hagström, och förklarat vikten av att organisationen hölls hemlig; det fanns nämligen en annan parallell sådan, ledd av försvarsstaben.
I ett brev till Telegrafverkets generaldirektör 1958, gav Tage Erlander uppdraget att bilda en hemlig motståndsrörelse. Som ledare för gruppen utsågs direktören för försäkringsbolaget Thule, Alvar Lindencrona, som hade ett stort kontaktnät. Han ansågs som effektiv, initiativrik och riskvillig,  vilket bidrog till att han blev ledare för det svenska Stay-behind. Även Televerkets generaldirektör Håkan Sterky var aktiv i bildandet av gruppen. Underrättelseorganisationen Grupp B hade redan 1946 eller 1947 börjat med att organisera ett Stay-behind-nätverk.

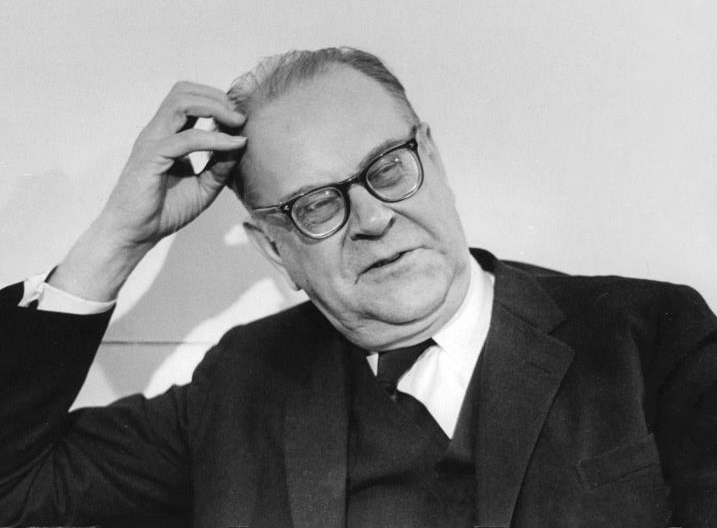
Tage Erlander (1963)

Den svenska avdelningen av Stay-behind kom att kallas "Lindencronas kommitté" av Tage Erlander, och gruppen hade sina möten i familjen Lindencronas paradvåning på Stureplan 4 i centrala Stockholm. Även om CIA från början hade planer på att skapa en egen grupp i Sverige fick regeringen igenom att bygga en svensk variant av Stay-behind. I kommittén fanns statsministern, utrikesministern (sedan 1969 även försvarsministern) och företrädare för arbetare, tjänstemän, jordbrukare, polis, militär och televerket. Denna breda representation skulle garantera att organisationen hade legitimitet hos folket under en eventuell ockupation. 1954 informerade Erlander de borgerliga ledarna Bertil Ohlin (FP) och Jarl Hjalmarson (H) om Stay-behind, dock utan att nämna så många detaljer, såsom namn på medlemmarna. Inte ens Erlanders medarbetare som den senare statsministern Ingvar Carlsson förstod varför Erlander träffade Lindencrona så ofta, Carlsson antog att de pratade om försäkringsfrågor.

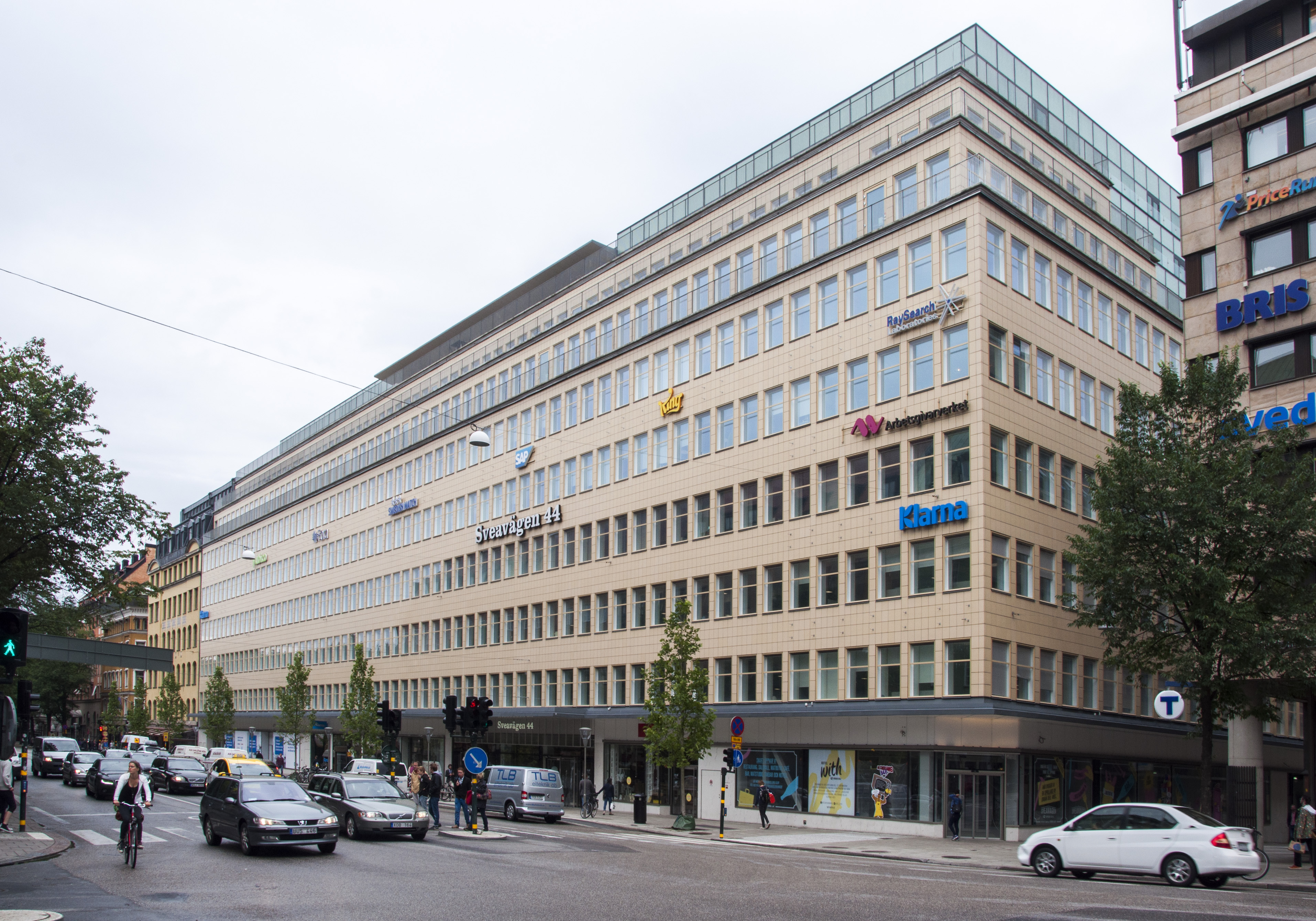
Thulehuset/Skandiahuset vid Sveavägen 44

Trots att Lindencronas grupp hade möten hemma på Stureplan 4 hade hans familj ingen aning om hans egentliga uppdrag. När dottern Elisabeth undrade varför Erlander så ofta var hemma hos dem svarade han "jag jobbar för mitt land" utan att delge några detaljer. Familjens skidsemestrar i Storlien använde Lindencrona för att hålla kontakt med Högfjällshotellets direktör Reinhold Geijer som 1998 framträdde öppet som medlem i Stay-behind. När Elisabeth hade fyllt 18 använde Alvar Lindencrona sin dotter som täckmantel under sina resor till andra länder som officiellt deklarerades som studieresor för Elisabeth, men som egentligen hade till syfte att hålla kontakt med Stay-behind i andra länder. 
Svenska Stay-behinds dagliga verksamhet sköttes från en lägenhet i Stockholm på Bergsgatan 16. Organisationen hade även ett hemligt kontor i Thulehuset på Sveavägen som man kom åt från Luntmakargatan. Organisatoriskt var Stay-behind uppdelat på olika regionala ledare där Reinhold Geijer exempelvis var ledare för en del av Norrland; Småland och Östergötland leddes av en köpman som obehindrat kunde resa runt. Varje regional ledare hade sedan befälet över ett antal motståndsceller, i Geijers fall cirka 60–70 medlemmar. Även en stab på sju till nio personer var underordnad varje regional ledare. Enligt före detta försvarsstabschefen Carl-Eric Almgren bestod rörelsen totalt av 300–400 personer. Medlemmarna var hemliga och använde sig av täcknamn.
Tidigare SAF-chefen Curt-Steffan Giesecke, medlem sedan 1966, blev ledare för Stay-behind 1978, samma år som han lämnade SAF för att bli VD för Trygg-Hansa. Han berättar, att verksamheten fortsatte oförminskat även på 1970-talet och till och med efter Sovjetunionens upplösning. Även de informella möten fortsatte där en rad ministrar deltog, men även höga representanter för försvarsmakten, polisen, LRF, LO och Televerket. Enligt Giesecke var Stay-behind på hans tid uppdelat i ett tiotal regioner med ett trettiotal personer involverade i början av 1990-talet, andra personer uppskattar att storleken snarare var på 130-150 medlemmar. De rekryterade personerna kontrollerades av Säpo och många fick utbildning i gerillakrigföring i England och USA. Dagens Nyheter publicerade artiklar om nätverket under 1990 och TV4-programmet Kalla Fakta har sänt intervjuer med medlemmar i nätverket.

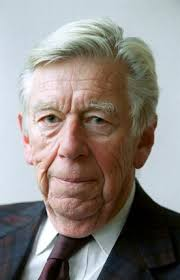
Curt-Steffan Giesecke

Internationellt var gruppen ansluten till Clandestine Planning Committee (CPC) där motståndsrörelserna från de olika Nato-länderna träffades. Lindencrona och andra från svenska Stay-behind deltog på mötena som observatörer. Sedan 1961 förekom även möten med Natos nordkommando där bland annat Danmark, Norge, Storbritannien och USA ingick. Genom detta upplägg kunde man officiellt förneka all sorts inblandning samtidigt som man hade nationell kontroll över gruppen. Curt-Steffan Giesecke som tog över Stay-behind uppger, att gruppen främst hade kontakter med brittiska MI6 och MI5.
Giesecke säger, att han inte känner till några vapenlager för Stay-behind och menar, att det inte förekom någon utbildning i vapentjänst. Författaren Mikael Holmström menar dock, att det inte var något problem för gruppen att komma åt vapen eftersom höga militärer satt med i Stay-behinds ledning. Indirekt förfogade Stay-behind därmed över den svenska armén, som kunde mobilisera 750 000 man, den frivilliga skytterörelsen som kunde aktivera 210 000 medlemmar, hemvärnet med 120 000 personer som förfogade över k-pistar och automatkarbiner och Svenska Pistolskytteförbundet med sina 70 000 medlemmar, som kunde bidra med mer diskreta pistoler.
Stay-behind kom till allmänhetens kännedom 1990 genom en artikel i Dagens Nyheter av Bjarne Stenquist. Men även på 1990-talet fortsatte gruppens verksamhet under statsminister Göran Persson, då under Robert Lugn och senare under före detta överbefälhavaren Bengt Gustafsson. Rörelsen lades ner i början av 2000-talet. Enligt vissa uppgifter avvecklades Stay-behind åren 2001–2003, men enligt andra uppgifter så kan rörelsen finnas kvar fast i annan skepnad.

## Mordet på Olof Palme
Inga-Britt Ahlenius och andra har menat, att det borde utredas om Stay-behind kunde ha varit inblandat i mordet på Olof Palme. Förre chefen för Säkerhetspolisens kontraspionage Olof Frånstedt skrev i del 2 av sin memoarbok "Spionjägaren", att han misstänkte, att Grupp Barbro, som enligt Frånstedt hade viss anknytning till Stay-behind, kunde ha varit inblandad i mordet.
Tidpunkten för mordet på Olof Palme skulle kunna hänga ihop med hans planerade resa till Moskva våren 1986. Olof Palme och Michail Gorbatjov hade då för avsikt, att ta upp frågan om en kärnvapenfri zon i Europa, vilket oroade CIA, regeringen i Washington och Pentagon.
Agneta Norberg menar, att det kan finnas en koppling mellan Stay-behind och Palmemordet, eftersom mordet ägde rum i närheten av Thulehuset på Sveavägen där Stay-behind hade ett kontor. Enligt Norberg finns det även ett telegram från italienska P2 till republikanska partiet i USA där det står: "Det svenska trädet kommer snart att falla. Säg det till vår gode vän Bush".

## Fotnoter
1. ↑  Björnsson, Sisela, Bokrecension. Natos hemliga arméer, länk:http://www.fib.se/article/bokrecensions-natos-hemliga-armeer Arkiverad 2 juni 2019 hämtat från the Wayback Machine., publicerad: 29 september 2017, hämtad: 19 augusti 2018
2. 1 2  ”Stay behind – hemliga armén (DN Söndag)”. Thomas Kanger. 17 augusti 2013. http://kanger.se/artiklar/stay-behind-hemliga-armen-dn-sondag/. Läst 2 juni 2019.
3. ↑  Samuelsson, Tony, Natos hemliga arméer utanför demokratisk kontroll, publicerad: 27 februari 2017, hämtad: 19 augusti 2018
4. ↑  Deland, Mats, Natos hemliga armé måste granskas, länk: https://www.aftonbladet.se/kultur/a/5VRwy6/natos-hemliga-arme-maste-granskas, publicerad: 28 januari 2013, hämtad: 19 augusti 2018
5. 1 2  Pichler, Andreas, Die geheimen Armeen der NATO, MIR Cinematografica 2009, tid: 28:00, länk: https://www.youtube.com/watch?v=vfsnJ_9ONo8&list=PLGg6edZmq5G115gn_dhGuUe83zTc82FoV&index=2&t=0s
6. 1 2 3 4 5  "Dunkel svensk motståndsrörelse", Godmorgon, världen!, 1 mars 2013. Läst den 3 mars 2013.
7. ↑  Peter Carlberg (12 oktober 1991). ”Aseadirektör bakom gerilla”. Svenska Dagbladet. Läst 24 januari 2024.
8. ↑  Peter Carlberg (11 oktober 1991). ”Nazist skapade svensk gerilla”. Svenska Dagbladet. Läst 24 januari 2024.
9. ↑  Frick, Lennart W.; Rosander Lars (2004). Bakom hemligstämpeln: hemlig verksamhet i Sverige i vår tid. Lund: Historiska media. sid. 283. Libris 9501112. ISBN 9185057118
10. ↑  Holmström, Mikael, Den dolda alliansen. Sveriges hemliga NATO-förbindelser, Atlantis AB 2011, sid. 389-393
11. ↑  SvD.se 19 mars 2011: Direktörens dubbelliv, läst 19 mars 2011
12. ↑  Holmström, sid. 390, 393-395, 405
13. ↑  Holmström, sid. 395-400
14. ↑  Holmström, sid. 396-398
15. ↑  Frick, Lennart W.; Rosander Lars (2004). Bakom hemligstämpeln: hemlig verksamhet i Sverige i vår tid. Lund: Historiska media. sid. 284. Libris 9501112. ISBN 9185057118
16. ↑  Holmström, sid. 408-411
17. ↑  TV4 (Daterad 27 januari 2013 kl. 19.09)
18. ↑  DN: Hemlig motståndsrörelse kopplas till Palmemordet (Publicerad 2013-01-27 00:40)
19. ↑  Sveriges Radio/Godmorgon, världen: Mystisk organisation borde granskas (Publicerat: fredag 1 mars 2013 kl 15:51)
20. ↑  Holmström, sid. 396-401
21. ↑  Holmström, sid. 413
22. ↑  Holmström, sid. 415-416
23. ↑  Holmström, sid. 403
24. ↑  Bjarne Stenquist (18 december 1990). ”CIA skulle stödja Sverige vid krig - Hemlig svensk organisation förberedde västkontakter om Sovjet skulle ockupera”. Dagens Nyheter:  s. A 5. https://arkivet.dn.se/sok?q=%22bjarne+stenquist%22+%22stay-behind%22&from=1990-01-01&to=1990-12-31.
25. ↑  Holmström, sid. 417-418
26. ↑  Holmström, sid. 418
27. ↑  ”Historia Nu 52: IB-affären – underrättelseorganisationen som inte fanns”. historia.nu. https://historia.nu/1900-talet/ib-affaren-underrattelseorganisationen-som-inte-fanns/. Läst 15 juni 2019.
28. ↑  Frick, Lennart W.; Rosander Lars (2004). Bakom hemligstämpeln: hemlig verksamhet i Sverige i vår tid. Lund: Historiska media. sid. 285. Libris 9501112. ISBN 9185057118
29. ↑  Expressen 26 februari 2018
30. ↑  Norberg, Agneta, Natos hemliga arméer i Miljömagasinet 22/12 2017